# Річард Ледезма
Річард Ледезма (англ. Richard Ledezma, нар. 6 вересня 2000, Фінікс) — американський футболіст, півзахисник клубу ПСВ.

## Клубна кар'єра
Народився 6 вересня 2000 року в місті Фінікс. Вихованець футбольної школи клубу «Реал Солт-Лейк». З 2018 року виступав за фарм-клуб, «Реал Монаркс».
21 грудня 2018 року підписав контракт з голландським клубом ПСВ. 

## Виступи за збірну
У складі молодіжної збірної США Ледезма взяв участь в молодіжному чемпіонаті світу 2019 року в Польщі
.

## Титули і досягнення
- Володар Суперкубка Нідерландів (2):

ПСВ: 2021, 2022
- Володар Кубка Нідерландів (1):

ПСВ: 2021-22
- Чемпіон Нідерландів (2):

ПСВ: 2023-24, 2024-25
Особисті
- Команда місяця Ередивізі (2): серпень 2024[4], грудень 2024[5]